# 格蘭霍姆山
格蘭霍姆山（英語：Mount Granholm），是南極洲的山峰，位於維多利亞地的彭內爾海岸，處於皮塔爾山東南面17公里，屬於阿德默勒爾蒂山脈的一部分，海拔高度2,440米，美國地質調查局根據測量和美國海軍拍攝的空中照片繪入地圖，現時由南極條約體系管理。